# Saison 1997-1998 de la LHSPQ
Saison précédente Saison suivante
La saison 1997-1998 est la deuxième saison de la Ligue de hockey semi-professionnelle du Québec (souvent désignée par le sigle LHSPQ), ligue de hockey sur glace du Québec. Chacune des quatorze équipes qui commencent la saison joue trente-huit parties. Finalement, le Grand Portneuf de Pont-Rouge finissent en tête de la saison régulière mais ce sont les joueurs des Rapides de Lachute qui remportent la finale de la ligue et la Coupe Futura.

## Saison régulière
Sur les quatorze équipes engagées dans la compétition, la dernière équipe de la section Est ainsi que celle de la section Ouest ne sont pas qualifiées pour les séries éliminatoires.

### Classement des équipes
Pour les significations des abréviations, voir statistiques du hockey sur glace.
| Équipe                       | PJ | V  | D  | DF | BP  | BC  | Pts |
| ---------------------------- | -- | -- | -- | -- | --- | --- | --- |
| Grand Portneuf de Pont-Rouge | 38 | 32 | 5  | 1  | 216 | 120 | 65  |
| Coyotes de Thetford Mines    | 38 | 20 | 15 | 3  | 184 | 158 | 43  |
| Chacals de la Rive-Sud       | 38 | 17 | 19 | 2  | 181 | 191 | 36  |
| As de Québec                 | 38 | 16 | 21 | 1  | 210 | 249 | 33  |
| Condors de Jonquière         | 38 | 11 | 23 | 4  | 154 | 210 | 26  |

| Équipe               | PJ | V  | D  | DF | BP  | BC  | Pts |
| -------------------- | -- | -- | -- | -- | --- | --- | --- |
| Nova d'Acton Vale    | 38 | 26 | 10 | 2  | 217 | 161 | 54  |
| Blitz de Granby      | 38 | 24 | 13 | 1  | 214 | 186 | 49  |
| Papetiers de Windsor | 38 | 15 | 21 | 2  | 168 | 231 | 32  |
| Aztèques d'Asbestos  | 38 | 13 | 20 | 5  | 158 | 218 | 31  |

| Équipe                    | PJ | V  | D  | DF | BP  | BC  | Pts |
| ------------------------- | -- | -- | -- | -- | --- | --- | --- |
| Blizzard de Saint-Gabriel | 38 | 27 | 9  | 2  | 216 | 159 | 56  |
| Rapides de Lachute        | 38 | 25 | 11 | 2  | 211 | 177 | 52  |
| Chiefs de Sainte-Thérèse  | 38 | 14 | 18 | 6  | 175 | 194 | 34  |
| Dinosaures de Sorel       | 38 | 14 | 21 | 3  | 164 | 195 | 31  |
| Dragons d'Iberville       | 38 | 12 | 25 | 1  | 145 | 174 | 25  |

### Classements des meilleurs pointeurs
| Joueur            | Équipe     | PJ | B  | A  | Pts | Pun |
| ----------------- | ---------- | -- | -- | -- | --- | --- |
| Denis Paul        | St-Gabriel | 36 | 33 | 55 | 88  | 26  |
| Dominic Côté      | Acton Vale | 37 | 34 | 53 | 87  | 37  |
| Richard Pion      | St-Gabriel | 33 | 33 | 49 | 82  | 77  |
| Hugues Laliberté  | Acton Vale | 36 | 26 | 52 | 78  | 16  |
| Mario Bélanger    | St-Gabriel | 33 | 45 | 33 | 78  | 18  |
| Martin Duval      | Granby     | 38 | 33 | 45 | 78  | 38  |
| Steve Cadieux     | Lachute    | 36 | 31 | 44 | 75  | 45  |
| Jason Boudrias    | Québec     | 26 | 36 | 37 | 73  | 28  |
| Stéphane Groleau  | Sorel      | 36 | 29 | 44 | 73  | 26  |
| Frédéric Vermette | Pont-Rouge | 37 | 32 | 40 | 72  | 73  |

## Séries éliminatoires
Les séries se jouent au meilleur des sept matchs, quatre victoires sont nécessaires pour être qualifiées. 

### Huitième de finale
- Pont-Rouge 4-0 Québec
- Thetford Mines 4-0 Rive-Sud
- Acton Vale 4-1 Asbestos
- Granby 4-3 Windsor
- St-Gabriel 4-1 Sorel
- Lachute 4-3 Ste-Thérèse

Pont-Rouge et St-Gabriel, premiers des sections Ouest et Est, sont qualifiés directement pour les demi-finales.

### Quart de finale
- Acton Vale 4-1 Thetford Mines
- Lachute 4-3 Granby

### Demi-finale
- St-Gabriel 2-4 Acton Vale
- Pont-Rouge 3-4 Lachute

### Finale des séries
- Lachute 4-2 Acton Vale

### Classements des meilleurs pointeurs
| Joueur            | Équipe     | PJ | B  | A  | Pts | Pun |
| ----------------- | ---------- | -- | -- | -- | --- | --- |
| Hugues Laliberté  | Acton Vale | 21 | 21 | 20 | 41  | 32  |
| Dominic Côté      | Acton Vale | 21 | 8  | 32 | 40  | 26  |
| Steve Cadieux     | Lachute    | 25 | 21 | 17 | 38  | 20  |
| Dany Leblond      | Lachute    | 22 | 14 | 20 | 34  | 79  |
| Marc Saumier      | Lachute    | 19 | 10 | 23 | 33  | 51  |
| Richard Charrette | Lachute    | 25 | 19 | 14 | 33  | 28  |
| Éric Gauvin       | Lachute    | 25 | 12 | 28 | 30  | 42  |
| Martin Beauchamp  | Acton Vale | 21 | 13 | 17 | 30  | 69  |
| André Désy        | Acton Vale | 20 | 10 | 15 | 25  | 57  |
| Martin Duval      | Granby     | 13 | 7  | 18 | 25  | 22  |

## Trophées et honneurs
Cette section présente l'ensemble des trophées remis aux joueurs et personnalités de la ligue pour la saison.
| Trophée                                                          | Joueur                                   |
| ---------------------------------------------------------------- | ---------------------------------------- |
| Trophée Claude Larose Joueur le plus utile à son équipe          | Steve Cadieux (Lachute)                  |
| Trophée Éric Messier Meilleur défenseur                          | Michel Caron (St-Gabriel)                |
| Trophée Guy Lafleur Meilleur marqueur                            | Denis Paul (St-Gabriel)                  |
| Trophée Maurice Richard Meilleur buteur                          | Mario Bélanger (St-Gabriel)              |
| Trophée Serge Léveillée (entraîneur) Meilleur entraîneur         | Francis Breault (Acton Vale)             |
| Trophée des médias Joueur le plus utile des séries éliminatoires | Hugues Laliberté (Acton Vale)            |
| Trophée du meilleur duo de gardien de but                        | Guy Moore et Yannick Girard (Pont-Rouge) |

| Trophée                                                                   | Équipe                       |
| ------------------------------------------------------------------------- | ---------------------------- |
| Coupe du Commissaire Équipe de la saison régulière avec le plus de points | Grand Portneuf de Pont-Rouge |
| Trophée Mario Deguise Champion de l'Ouest                                 | Blizzard de Saint-Gabriel    |
| Trophée Serge Léveillée Champion de l'Est                                 | Grand Portneuf de Pont-Rouge |
| Trophée de la Division Centrale Champion de la Division Centrale          | Nova d'Acton Vale            |
| Trophée Gilles Lefebvre Meilleure organisation de la ligue                | Condors de Jonquière         |
| Coupe Futura Vainqueur des séries                                         | Rapides de Lachute           |